# Vadeca
Vadeca foi uma editora discográfica portuguesa fundada no Porto, com ligações à família Valentim de Carvalho. Era propriedade da J.C. Donas Lda, fundada em 1941, que também detinha o selo Discos Roda desde 1969.

## História
A meio da década de quarenta a Valentim de Carvalho renegociou o seu contrato com a multinacional EMI, passando a ser o único distribuidor nacional, com liberdade para selecionar e gravar no mercado português. Como consequência ocorreu a abertura de um estabelecimento comercial no Porto – a Vadeca – como resultado da falta de concorrência direta, passando pouco depois a editar discos.
A Discos Roda aparece em 1969. Julio Iglesias, Mocedades e Shocking Blue são alguns dos lançamentos da editora. Julio Iglesias chegou mesmo a gravar alguns dos temas em Português. Representava em Portugal editoras internacionais como a R&B Records, a Alhambra ou a brasileira RGE. Um dos nomes em maior destaque foi Roberto Leal.
Linucha, Artur Garcia, Carlos Zel e Fátima Caldeira são alguns exemplos de artistas nacionais.
As lojas de discos Vadeca eram cinco em 1978. Sendo três no Porto (Rua 31 de Janeiro, Av. Boavista e Shopping Brasília) e outras em Lisboa (Drugstore Alvalade) e Coimbra (Rua Ferreira Borges). 
Também foi representante da editora Virgin tendo lançado por exemplo Mike Oldfiel, OMD, Tangerine Dream ou a compilação "Machines" de 1980. ), 
Alguns dos artistas portugueses mais importantes da editora Vadeca foram Manuela Bravo (vitória no Festival da Canção com "Sobe Sobe Balão Sobe"), Adelaide Ferreira ("Baby Suicida" e "Trânsito"), Street Kids, Go Graal Blues Band (discografia entre 1983 e 1984), IODO, Frodo, Roxigénio, NZZN, TNT, Brigada Victor Jara ("Marcha Dos Foliões" de 1982 e a compilação "10 Anos (A Cantar Portugal)" de 1985), entre outros. Um dos diretores da editora era Ilídio Viana que por pouco assinava com os UHF antes de estes irem para a Valentim de Carvalho.
O selo português Roda Rock apareceu com o boom do rock português embora os lançamentos mais importantes dessa altura sejam na Vadeca.
Após o encerramento da editora, em 1986, a J.C. Donas e a marca Vadeca continuaram a existir mas virando-se apenas para a atividade de prestação de serviços na área da limpeza, ambiente e Jardins.
Apesar da habitual confusão  a atividade da Vadeca era distinta da editora Valentim de Carvalho e consequentemente da Emi-Valentim de carvalho ou mais tarde das Edições Valentim de Carvalho (Popular, Norte Sul, etc).